# Scott Loach
Pour les articles homonymes, voir Loach (homonymie).
Scott James Loach, né le 27 mai 1988 à Nottingham (Angleterre), est un joueur anglais de football.

## Biographie
Il rejoint 2006, Watford dans la Football League Championship, la deuxième division anglaise. 
Il joue aussi en faveur des espoirs anglais. Il faisait partie de l'effectif lors du Championnat d'Europe de football espoirs 2009 qui atteindra la finale de cette compétition.  
Le 19 juillet 2012, il signe un contrat de trois ans et une quatrième en option avec Ipswich Town.
Le 5 juin 2014, il rejoint Rotherham United . Il est prêté à Bury le 10 novembre 2014. Il est prêté à Peterborough  le 15 janvier 2015.
Le 2 mars 2015, il est prêté à Yeovil.
Le 15 juillet 2015, il rejoint Notts County.
Le 13 juillet 2022, il rejoint Derby County.